# 보돌바다
보돌바다(Bodolbada)는 전라남도 고흥군 나로열도와 여수시 낭도, 개도 및 금오열도로 둘러 싸인 해역이다.

## 해양지명
해양지명위원회에서 심의·결정하여 고시한 해양지명은 다음과 같다.
- 제정 해양지명 : 보돌바다[1]
- 대표위치(WGS-84) : 34°30′00″N 127°37′00″E,
- 범위 : 전남 고흥군 나로열도와 여수시 낭도, 개도 및 금오열도로 둘러 싸인 해역